# NGC 1189
NGC 1189 é uma galáxia espiral barrada (SBcd) localizada na direcção da constelação de Eridanus. Possui uma declinação de -15° 37' 23" e uma ascensão recta de 3 horas, 03 minutos e 24,2 segundos.
A galáxia NGC 1189 foi descoberta em 1886 por Frank Leavenworth.